# Dette publique du Québec
| Année | Montant (en milliards de CAD) | Montant (en milliards de CAD) |
| Année | Dette brute                   | Dette nette                   |
| ----- | ----------------------------- | ----------------------------- |
| 2020  | 199                           | 184                           |
| 2021  | 219                           | 199                           |

La dette publique du Québec est l'ensemble des engagements financiers pris sous forme d'emprunts par le gouvernement du Québec, les collectivités publiques et les organismes qui en dépendent directement. Elle était d'environ 294 milliards de dollars canadiens en 2021, soit 66,5 % du PIB.

## Type de dette
Il existe plusieurs façons de calculer la dette québécoise. Traditionnellement, la dette québécoise n'inclut que la portion relevant du budget de l'État et non des collectivités territoriales ou des sociétés d'État. Les principales utilisées par le gouvernement du Québec sont la dette brute, la dette nette et la dette du secteur public.

### Dette brute
En 2021, la dette brute du Québec représentait environ 219 milliards de dollars canadiens, soit près de 49,5 % du PIB. Ce montant tient compte des économies faites dans le Fonds des générations.
Le poids de la dette publique (brute) du Québec a évolué grandement dans les dernières décennies. Il était de 58 % du PIB en 1998 pour diminuer à 49 % tout juste avant la récession de 2009. Le poids de la dette est descendu jusqu'à 43,2 % en 2020, avant de remonter à 49,5 % en 2021.

### Dette nette
La dette nette représente le montant de la dette brute diminué des actifs financiers de l'État. La dette nette du Québec était en 2015 de 199 milliards de dollars, soit 45 % du PIB.
Afin de contribuer à réduire le poids de la dette dans les finances publiques québécoises, le gouvernement a créé, en 2006, le Fonds des générations. Il s'agit d'un fonds souverain visant à recueillir des sommes de manière à diminuer le poids net de la dette au Québec. Le Fonds comptait près de 7 milliards de dollars en 2015.

### Dette du secteur public
La dette du secteur public du Québec inclut la dette brute, la dette d'Hydro-Québec, la dette des municipalités québécoises et des différentes entreprises gouvernementales appartenant au gouvernement québécois. La dette du secteur public était de 294 milliards de dollars en 2021, soit 66,5 % du PIB.

## Dette nette vs Dette brute
Différents groupes, tels que l'Institut Économique de Montréal, avancent qu'il ne faut pas utiliser la dette nette pour analyser la solvabilité de l'état puisqu'une bonne partie des actifs ne sont pas liquides et ne pourraient donc pas être vendu a leur valeur marchande en cas de difficulté financière.

## Sources
- [PDF] Ministère des Finances du Québec, « Le Plan économique du Québec », Gouvernement du Québec, mars 2021 (consulté le 7 avril 2021).
- Ministère des Finances du Québec, « La dette du Québec », Gouvernement du Québec (consulté le 27 décembre 2015).
- [PDF] L'observatoire de l'administration publique, « La dette », sur L'État québécois en perspective, École nationale d'administration publique, 2013 (consulté le 27 décembre 2015).